# Ermida de São Luís (Angra do Heroísmo)
A Ermida de São Luís é uma ermida portuguesa localizada na localidade de Vale de Linhares, freguesia de São Bento à cidade de Angra do Heroísmo e fez parte da Diocese de Angra do Heroísmo.
Esta ermida tem uma única porta de entrada, tendo logo à entrada uma ampla janela e ainda uma pequena sineira do lado do sul. Na frente encontra-se um vasto e amplo largo que muito embeleza o sítio onde está a ermida que tem a fachada voltada para o nascente.
Porém, na parte interior deste templo, vemos ao fundo um elegante altar com o respectivo retábulo apresentando duas ricas colunas e possuindo várias imagens, entre as quais está a de São Luís, Rei de França. Num altar lateral, vê-se uma grande imagem de Nossa Senhora de Fátima.
Toda esta ermida esta envolta num ambiente rústico e campestre que lhe dão características muito especiais.